# Lake Placid Olympic Sports Complex Cross Country Biathlon Center
Koordinaten: 44° 13′ 27,9″ N, 73° 54′ 48,7″ W
Das Lake Placid Olympic Sports Complex Cross Country Biathlon Center ist ein Biathlonstadion am Mount Van der Hoeven in Lake Placid im US-Bundesstaat New York.

## Geschichte
Das Lake Placid Olympic Sports Complex Cross Country Biathlon Center wurde 1978 anlässlich der Olympischen Winterspiele 1980 eröffnet. Während den Spielen war das Stadion Austragungsort der Langlauf- und Biathlonwettkämpfe. Auch der Langlauf in der Nordischen Kombination wurde hier ausgetragen.
Heute verfügt die Sportstätte über Loipen mit einer Gesamtlänge von über 50 Kilometern. Außerdem ist die Anlage Austragungsort des järhlichen SkimarathonLake Placid Loppet.
Während der Winter World University Games 2023 war das Stadion erneut Wettkampfstätte der Biathlon und Skilanglauf-Wettkämpfe.